# Dalverjar
Dalverjar (del nórdico antiguo: Hombres de Dale) fue un clan familiar de Islandia cuyo origen se remonta a la Era vikinga y la figura histórica del colono Hrafn heimski Valgarðsson. Dominaron el goðorð en la región de Rangárvallasýsla. Los Dalverjar aparecen citados en diversas fuentes literarias, entre las que destacan saga Sturlunga, Flateyjarbók, la saga de Njál, y sobre todo la Saga de Laxdœla que protagonizan algunos de sus miembros, habitantes de Laxardal en el siglo X.